# Hampi
Hampi ali Hampe, imenovan tudi skupina spomenikov v Hampiju, je Unescov seznam svetovne dediščine in leži v Hampiju (mesto), okrožje Vidžajanagara, vzhodno-osrednja Karnataka, Indija. Hampi je starejši kot imperij Vidžajanagara; omenjen je v Ramajani in Puranah hinduizma kot Pampa Devi Tirtha Kšetra. Hampi je še naprej pomembno versko središče, v katerem so tempelj Virupakša, aktivni samostan, povezan z Adi Šankara, in različni spomeniki, ki pripadajo staremu mestu.
Hampi je bil v 14. stoletju prestolnica imperija Vidžajanagara. Bil je utrjeno mesto. Kronike, ki so jih zapustili perzijski in evropski popotniki, zlasti portugalski, pravijo, da je bil Hampi uspešno, bogato in veličastno mesto v bližini reke Tungabhadra s številnimi templji, kmetijami in tržnicami. Do leta 1500 n. št. je bilo Hampi-Vidžajanagara drugo največje mesto na svetu, takoj za Pekingom, in verjetno najbogatejše mesto v Indiji v tistem času, ki je privabljalo trgovce iz Perzije in Portugalske. Imperij Vidžajanagaro je premagal koalicija muslimanskih sultanatov; njegovo prestolnico so leta 1565 osvojile, oropale in uničile sultanske vojske, potem pa je Hampi ostal v ruševinah.
Hampijeve ruševine, ki so v Karnataki blizu sodobnega mesta Hosapete, se razprostirajo na 4100 hektarih in jih je UNESCO opisal kot »strogo, veličastno mesto« z več kot 1600 preživelimi ostanki zadnjega velikega hindujskega kraljestvo v južni Indiji, ki vključuje »utrdbe, rečne značilnosti, kraljeve in svete komplekse, templje, svetišča, dvorane s stebri, mandape, spominske strukture, vodne strukture in drugo«.

## Izvor imena
Ime kraja izvira iz poangleženega imena Pampa, to je starega imena za reko Tungabhadra, na obrežju katere je bilo zgrajeno prvotno mesto Hampi.

## Lega
Hampi leži na bregu reke Tungabhadra in je od mesta Bangalore oddaljen 353 km, od mesta Bellay 74 km, najbližja železniška postaja pa je v 13 km oddaljenem Hospetu. Ima strateško lokacijo na eni strani je reka Tungabhadra, na drugi pa je obkrožen s hribovjem, ki je omogočalo dobro in lahko obrambo. Na tem območju je veliko granitnih monolitov oziroma balvanov, ki so jih uporabili za gradnjo palač in templjev ter kipov indijskih božanstev.

## Zgodovina

### Od antike do 14. stoletja našega štetja
Skalni edikti cesarja Ašoke v Niturju in Udegolanu — oba v okrožju Belari 269–232 pr. n. št. — kažejo, da je bila ta regija del Maurijskega cesarstva v 3. stoletju pr. n. št. Med izkopavanji najdišča so našli napis Brahmi in pečat iz terakote iz približno 2. stoletja našega štetja. Mesto je v napisih Badamija Čalukje omenjeno kot Pampapura in je nastalo med 6. in 8. stoletjem.
Do 10. stoletja, med vladavino hindujskih kraljev Kaljana Čalukja, je postalo središče verskih in izobraževalnih dejavnosti, katerih napisi navajajo, da so kralji podelili zemljišča templju Virupakša. Več napisov iz 11. do 13. stoletja govori o najdišču Hampi, z omembo daril boginji Hampa-devi. Med 12. in 14. stoletjem so hindujski kralji imperija Hojsala v južni Indiji zgradili templje Durgi, Hampadeviju in Šivi, glede na napis iz leta 1199. Hampi je postal druga kraljeva rezidenca; eden od kraljev Hojsala je bil znan kot Hampeja-Odeja ali gospodar Hampija. Po besedah Burtona Steina napisi iz obdobja Hojsala imenujejo Hampi z alternativnimi imeni, kot sta Virupakšapatana, Vidžaja Virupakšapura v čast tamkajšnjega starega templja Virupakša (Šiva).

### 14. stoletje in pozneje
Vojske Delhijskega sultanata, zlasti tiste Alaudina Khaldžija in Mohameda bin Tughlaqa, so vdrle in oropale Južno Indijo. Imperij Hojsala in njegovo prestolnico Dvarasamudra v južni Karnataki je v zgodnjem 14. stoletju oropala in uničila vojska Alaudina Khaldžija in ponovno leta 1326 n. št. s strani vojske Mohameda bin Tughlaqa.
Kraljestvo Kampili v severni osrednji Karnataki je sledilo propadu imperija Hojsala. Bilo je kratkotrajno hindujsko kraljestvo s prestolnico približno 33 kilometrov od Hampija. Kraljestvo Kampili se je končalo po invaziji muslimanske vojske Mohameda bin Tughlaqa. Hindujske ženske v Kampiliju so zagrešile džauhar (ritualni množični samomor), ko so se vojaki Kampili soočili s porazom Tughlaqove vojske.  Leta 1336 n. št. je imperij Vidžajanagara nastalo iz ruševin kraljestva Kampili. Zrasel je v enega od slavnih hindujskih imperijev južne Indije, ki je vladal več kot 200 let (1336 -1565).
Imperij Vidžajanagara je svojo prestolnico zgradil okoli Hampija in jo imenoval Vidžajanagara. Mnogi zgodovinarji domnevajo, da sta bila Harihara I. in Buka I., ustanovitelja imperija, poveljnika v vojski imperija Hojsala, ki je bila nameščena v regiji Tungabhadra, da bi preprečila muslimanske invazije iz severne Indije. Nekateri trdijo, da so bili teluški ljudje, ki so prevzeli nadzor nad severnimi deli imperija Hojsala med njegovim zatonom. Glede na nekatera besedila, kot so Vidjaranja Kaladžana, Vidjaranja Vritanta, Radžakalanirnaja, Pitamahasamhita, Sivatatvaratnakara, so bili zakladniški uradniki Pratapa Rudre, kralja kraljestva Kakatija. Ko je Muhamad Bin Tughlaq prišel iskat Baha-Ud-Din Guršaspa (ki se je zatekel na dvor Pratap Rudra), je bil Pratap Rudra strmoglavljen in Kakatija uničeno. V tem času sta oba brata Harihara I. in Buka I. z majhno vojsko prišla na sedanje mesto Vidžajanagara, Hampi. Vidjaranja, 12. Jagadguru Śringeri Śarada Pītham, jih je vzel pod svojo zaščito in jih postavil na prestol, mesto pa se je leta 1336 imenovalo Vidjanagara.
Razširili so infrastrukturo in templje. Po mnenju Nicholasa Gierja in drugih učenjakov je bilo do leta 1500 n. št. Hampi-Vidžajanagara drugo največje srednjeveško mesto na svetu za Pekingom in verjetno najbogatejše v Indiji. Njegovo bogastvo je pritegnilo trgovce iz 16. stoletja z vsega območja Dekanske planote, Perzije in portugalske kolonije Goa. Vladarji Vidžajanagare so pospeševali razvoj intelektualnih dejavnosti in umetnosti, vzdrževali močno vojsko in bojevali številne vojne s sultanati na severu in vzhodu. Vlagali so v ceste, vodovode, kmetijstvo, sakralne objekte in javno infrastrukturo. To je vključevalo, navaja Unesco, »trdnjave, rečne značilnosti, kraljeve in svete komplekse, templje, svetišča, dvorane s stebri, mandape (dvorane za sedenje ljudi), spominske strukture, prehode, kontrolne postojanke, hleve, vodne strukture in drugo«. Lokacija je bila večverska in večetnična; vključevala je hindujske in džainistične spomenike enega poleg drugega. Stavbe so večinoma sledile južnoindijski hindujski umetnosti in arhitekturi, ki sega v sloge Aihole-Patadakal, vendar so gradbeniki Hampija uporabili tudi elemente indijske arhitekture v Lotus Mahalu, javnem kopališču in hlevu za slone.
Po zgodovinskih spominih, ki so jih portugalski in perzijski trgovci zapustili Hampiju, je bilo mesto metropolitanskih razsežnosti; imenovali so ga »eno najlepših mest«. Medtem ko je bilo uspešno in v infrastrukturi, so se muslimansko-hindujske vojne med muslimanskimi sultanati in imperijem Vidžajanagara nadaljevale. Leta 1565 je v bitki pri Talikoti koalicija muslimanskih sultanatov stopila v vojno s z Vidžajanagara. Ujeli in obglavili so kralja Alija Rama Raja,  čemur je sledilo veliko uničenje infrastrukture Hampija in metropolitanske Vidžajanagare. Mesto je bilo šest mesecev po vojni oropano, izropano in požgano, nato pa zapuščeno kot ruševine, ki se zdaj imenujejo Skupina spomenikov v Hampiju. The city was pillaged, looted and burnt for six months after the war, then abandoned as ruins, which are now called the Group of Monuments at Hampi.
Najbolj znan po ambicioznih projektih je bil kralj Krišnadeva Raja (1509-1529 AD) iz dinastije Tuluva. Med njegovim vladanjem je imperij doživel vrhunec. Vidžajanagara velja za zadnji največji hindujski imperij, ki je nadziral skoraj ves jug Indije. Na višku moči naj bi v tem mestu živelo med 200.000 in 500.000 prebivalcev.

### Arheološko najdišče
Hampi in njegova bližnja regija sta skozi 18. stoletje ostala sporna in vojna regija, ki so si jo lastili lokalni poglavarji, hiderabadski muslimanski nizami, maratski hindujski kralji ter Hider Ali in njegov sin Tipu Sultan iz Misora. Leta 1799 je bil Tipu Sultan poražen in ubit, ko so se britanske sile in dinastija Vadijar uskladile. Regija je nato prišla pod britanski vpliv. Ruševine Hampija je leta 1800 pregledal škotski polkovnik Colin Mackenzie, prvi generalni geodet Indije. Mackenzie je zapisal, da je bilo območje Hampi zapuščeno in da tam živijo samo divje živali. Špekulativni članki iz 19. stoletja zgodovinarjev, ki so sledili Mackenzieju, so za škodo na spomenikih v Hampiju krivili vojske Hider Alija in Marate iz 18. stoletja.
Najdišče Hampi je ostalo v veliki meri prezrto do sredine 19. stoletja, ko ga je leta 1856 obiskal in fotografiral Alexander Greenlaw. Ustvaril je arhiv 60 kalotipskih fotografij templjev in kraljevih struktur, ki so stali leta 1856. Te fotografije so bile v zasebni zbirki v Združenem kraljestvu in so bile objavljene šele leta 1980. So najdragocenejši vir spomenikov učenjakom iz sredine 19. stoletja v Hampiju.
Prevod spominov, ki jih je napisal Abdul Razzaq, perzijski odposlanec na dvoru Devaraje II. (1424–1446), objavljen v zgodnjih 1880-ih, opisuje nekatere spomenike zapuščenega mesta. Ta prevod prvič uporablja arabske izraze, kot je zenana, za opis nekaterih spomenikov v Hampiju. Nekateri od teh izrazov so kasneje postali imena. Alexander Rea, uradnik oddelka za arheološke raziskave predsedstva Madras v Britanski Indiji, je leta 1885 objavil svojo raziskavo najdišča. Robert Sewell je leta 1900 objavil svojo znanstveno razpravo A Forgotten Empire, s čimer je Hampi pritegnil široko pozornost učenjakov. Naraščajoče zanimanje je vodilo Rea in njegovega naslednika Longhursta, da sta očistila in popravila skupino spomenikov Hampi.
Najdišče je pomembno zgodovinsko in arheološko, za obdobje Vidžajanagara in prej. Arheološki zavod Indije nadaljuje z izkopavanji na tem območju.

## Znamenitosti v Hampiju in njegovi okolici
- Tempelj Virupakša, znan tudi kot Pampapathi tempelj leži v Hampi bazarju in je ena najstarejših stavb v zahodnem delu mesta. Posvečen je bogu Šiva. Pod devet nadstropnim stolpom (gopura), ki je razpoznavni znak Hampija, je glavni vhod v tempelj, ki vodi v zunanje dvorišče kompleksa templja. Zunanje dvorišče templja je povezano z notranjim dvoriščem z majhnim, tri nadstropnim stolpom. V notranjem dvorišču je glavno svetišče, posvečeno Virupakšhi ter številna manjša svetišča.
- Templji na vzpetini Hemakuta. Na vzpetini so številni templji in paviljoni in iz obdobja pred nastankom imperija Vidžajanagara. Znameniti so predvsem trojni med seboj povezani templji, ki imajo skupno dvorišče in granitne strehe v obliki piramide.
- Kompleks templja Hazara Rama iz 15. stoletja ima v dvorani lepo izklesane bazaltne stebre na katerih so prikazane inkarnacije boga Višnuja. Na zunanjih stenah dvorane so vklesani liki, ki predstavljajo najpomembnejši dogodke iz starodavnega indijskega epa Ramajana
- Kompleks templja Vitalla je arhitekturno najbolj bogat. Tempelj je zgrajen v obliki z obzidjem ograjenega kompleksa s številnimi stolpi, templji, dvoranami in paviljoni. Največja znamenitos Vittala templja sta dvorana z glasbenimi stebri in kamnita kočija, ki je postala simbol države Karnataka.
- Kompleks templja Ačjutaraja je eden izmed zadnjih velikih izvedenih projektov v glavnem mestu, pred padcem imperija. Kompleks templja z ruševinami starodavnega trga leži ob vznožju vzpetine Matanga. Dva porušena stolpa, ki stojita en za drugim, vodita do dvorišč templja, kjer je glavno svetišče.
- Ob reki Tungabhadra je še vedno delujoči tempelj Kodandarama, posvečen bogu Rama, pred njim pa je na njenem obrežju posvečen prostor (ghat), to je niz stopnic, ki vodijo do reke, kjer verniki opravljajo obredno kopanje.
- Podzemni tempelj boga Šiva.
- Lakšmi Narasimha je največji kip v Hampiju. Narasimha je ena od desetih inkarnacij boga Višnuja.
- Badava lingam je 3 metre visok monolitni šivalingam, stiliziran falus, čaščen kot simbol boga Šive. Svetišče v katerem je postavljen, je stalno napolnjeno z vodo, ki prihaja vanj skozi starodavni kanal.
- Kraljeva tehtnica stoji blizu templja Vittala. To pet metrov visoko tehtnico je kralj uporabljal ob posebnih priložnostih, ko je svojo težo primerjal s težo zlata, srebra in dragih kamnov, kar je kasneje podaril braminom, indijskim duhovnikom.
- Monolitni kip bika Nandija.
- Kip Kadale Kalu Ganeša, hindujskega boga s slonovo glavo, je izklesan iz ogromnega balvana in stoji na severovzhodnem pobočju vzpetine Hemakuta.
- Sasive Kalu Ganeša, še en ogromen kip boga Ganeša, ki stoji v odprtem paviljonu in je lep primer spretnosti umetnikov iz časov  Vidžajanagare.
- Kraljeve palače in ostale posvetne stavbe: Lotus Mahal, hlevi za slone, stražni stolpi, ostanki kraljeve palače za sprejeme, ploščad Mahanavani Diba, stopničasti vodni zbiralnik, kraljičino kopališče.

## Opis
- Pogled na bazar Hampi s hriba Matanga
- Vhod v tempelj Šri Krišne
- Tempelj na vrhu hriba Matanga
- Spomenik Sasivekalu Ganeša

Hampi leži na hribovitem terenu, ki ga tvorijo granitni balvani. Spomeniki Hampi, ki so na Unescovem seznamu svetovne dediščine, so del širše razširjenih ruševin Vidžajanagara. Skoraj vsi spomeniki so bili zgrajeni med letoma 1336 in 1570 n. št. med vladavino Vidžajanagara. Najdišče ima približno 1600 spomenikov in obsega 41,5 kvadratnih kilometrov.
Najdišče Hampi je bilo raziskano v treh širokih območjih; prvo so znanstveniki, kot so Burton Stein in drugi, poimenovali sveto središče; drugo imenujejo urbano jedro ali kraljevo središče; tretje pa predstavlja preostanek metropolitanske Vidžajanagare. Sveto središče ob reki vsebuje najstarejše templje z zgodovino romanj in spomenike iz časa pred imperijem Vidžajanagara. Urbano jedro in kraljevo središče imata več kot šestdeset porušenih templjev poleg tistih v svetem središču, vendar so vsi templji v mestnem jedru datirani v imperij Vidžajanagara. Urbano jedro vključuje tudi javno komunalno infrastrukturo, kot so ceste, akvadukt, rezervoarji za vodo, mandapa, prehodi in tržnice, samostani. To razlikovanje je podprlo približno sedeminsedemdeset kamnitih napisov.
Večina spomenikov je hindujskih; templji in javna infrastruktura, kot so rezervoarji in tržnice, vključujejo reliefe in umetnine, ki prikazujejo hindujska božanstva in teme iz hindujskih besedil. Obstaja tudi šest džainističnih templjev in spomenikov ter muslimanska mošeja in grobnica. Arhitektura je zgrajena iz bogatega lokalnega kamna; prevladujoči slog je dravidski, s koreninami v razvoju hindujske umetnosti in arhitekture v drugi polovici 1. tisočletja v Dekanski regiji. Vključevala je tudi elemente umetnosti, ki so se razvile med vladavino imperija Hojsala na jugu med 11. in 14. stoletjem, kot na primer v stebrih templja Ramačandra in stropih nekaterih kompleksov templja Virupakša. Arhitekti so v nekaj spomenikih sprejeli indo-islamski slog, kot sta kraljičina kopel in hlevi za slone, za katere UNESCO pravi, da odražajo »visoko razvito večversko in večetnično družbo«.

### Hindujski spomeniki
- Tempelj Virupakša v Hampiju
- Ruševine templja Vidžđaja Vitala
- Gopura iz templja Virupakša

#### Tempelj Virupakša in tržni kompleks
Tempelj Virupakša je najstarejše svetišče, glavna destinacija za romarje in turiste ter ostaja aktivno hindujsko bogoslužje. Deli templja Šiva, Pampa in Durga so obstajali v 11. stoletju; razširili so ga v obdobju Vidžajanagara.. Tempelj je zbirka manjših templjev, redno prebarvan, 50 metrov visok gopuram, hindujski samostan, posvečen Vidjaranja tradicije Advaita Vedante, rezervoar za vodo (Manmatha), skupna kuhinja, drugi spomeniki in 750 metrov dolga porušena kamnita tržnica z monolitnim svetiščem Nandi na vzhodnem delu.
Tempelj je obrnjen proti vzhodu, tako da svetišča templjev Šive in Pampa Devi poravnajo s sončnim vzhodom; velik gopuram označuje njegov vhod. Nadgradnja je piramidasti stolp s pilastriranimi nadstropji, na katerih so umetnine, vključno z erotičnimi skulpturami. Gopuram vodi v pravokotno dvorišče, ki se konča z drugim, manjšim gopuramom iz leta 1510. Na njegovi južni strani je dvorana s 100 stebri in hindujskimi reliefi na vseh štirih straneh vsakega stebra. S to javno dvorano je povezana skupna kuhinja, ki jo najdemo v drugih večjih templjih v Hampiju. V skalo je vrezan kanal za dovod vode v kuhinjo in krmišče. Dvorišče za majhnim gopuramom ima dipa-stambho (steber svetilke) in Nandi.
Dvorišče za majhnim gopuramom vodi do glavne mandape Šivinega templja, ki je sestavljena iz prvotne kvadratne mandape in pravokotnega podaljška, sestavljenega iz dveh zlitih kvadratov in šestnajstih stebrov, ki jih je zgradil Krišnadevaraja. Strop odprte dvorane nad mandapo je poslikan, prikazuje legendo šivizma v zvezi s poroko Šiva-Parvati; drugi del prikazuje legendo o Rama-Siti iz vaišnavske tradicije. Tretji del prikazuje legendo o bogu ljubezni Kami, ki strelja s puščico v Šivo, da bi se zanimal za Parvati, četrti del pa prikazuje Advaita hindujskega učenjaka Vidjaranyo, ki ga nosijo v procesiji. Po mnenju Georgea Michella in drugih učenjakov podrobnosti in barvni odtenki nakazujejo, da so vse stropne poslikave prenovljene v 19. stoletju, teme izvirnih poslikav pa niso znane. Stebri mandapa imajo prevelik jalis, mitsko žival, ki združuje poteze konja, leva in drugih živali z oboroženim bojevnikom, ki jezdi na njej - značilna značilnost Vidžajanagare.
Svetišče templja ima mukha-linga; Šiva lingam z obrazom, vtisnjenim z medenino. Tempelj Virupakša ima tudi manjša svetišča za dva vidika Parvati-Pampa in Bhuvanešvari severno od glavnega svetišča. Svetišče Bhuvanešvari je čalukyanske arhitekture in uporablja granit namesto lončenega kamna. Kompleks ima severno gopuro, manjšo od vzhodne gopure, ki se odpira proti rezervoarju Manmatha in poti do reke s kamnitimi reliefi, povezanimi z Ramajano. Zahodno od tega rezervoarja so svetišča šaktizma in vaišnavizma, kot sta tista za Durgo oziroma Višnuja. Nekatera svetišča na tej romarski poti so bila pobeljena v 19. stoletju po ukazu častnika britanske Indije F. W. Robinsona, ki si je prizadeval obnoviti kompleks templja Virupakša; beljenje te gruče zgodovinskih spomenikov se nadaljuje kot tradicija.
Po lokalnem izročilu je Virupakša edini tempelj, ki je po uničenju Hampija leta 1565 še naprej ostajal zbirališče hindujcev in so ga obiskovali romarji. Tempelj pritegne velike množice; vsakoletni praznik s procesijo kočij, ki obeležuje poroko Virupakše in Pampe, poteka spomladi, prav tako slovesni festival Maha Šivaratri. Tempelj je pritegnil kritike turistov zaradi ravnanja s stalnim slonom Lakšmijem, ki živi zadaj v templju v ozki uličici.

#### Tempelj Krišne, tržnica, Narasimha in lingam
Tempelj Krišne, imenovan tudi tempelj Balakrišna, na drugi strani hriba Hemakuta je približno 1 kilometer južno od templja Virupakša. Datiran je v leto 1515. Ta del kompleksa Hampi se v napisih imenuje Krišnapura. Pred porušenim templjem je dolga tržnica, ki ji lokalno pravijo tudi bazar. Med ruševinami kamnite trgovine s stebri je speljana široka cesta, ki je omogočala prevoz blaga na tržnico in z nje ter gostila obredne prireditve in praznična praznovanja. Severno od te ceste in na sredini tržnice je velik Puškarani - zbiralnik vode s stopnicami javnega uporabnega značaja z umetniškim paviljonom v središču. Poleg rezervoarja je javna dvorana (mandapa), kjer lahko ljudje sedijo.
Tempelj se odpira proti vzhodu; ima prehod z reliefi vseh desetih Višnujevih avatarjev, začenši z Matsjo na dnu. V notranjosti je porušen tempelj za Krišno in majhna, porušena svetišča za boginje. Tempelj je razdeljen na mandape, vključno z zunanjim in notranjim ohišjem. Kompleks ima dva vhoda gopuram. V notranjosti odprta mandapa s 25 (5 x 5) oboki vodi do zaprte mandape z 9 (3 x 3) oboki. Izvirna podoba Balakrišne (otroka Krišne) v njenem svetišču je zdaj v muzeju v Čenaju. Pred vzhodno gopuro poteka sodobna cesta, ki povezuje Kamalapuram s Hampijem. Zahodni gopuram ima frize bojne formacije in vojakov.
Južno od zunanjosti Krišninega templja sta dve sosednji svetišči, eno z največjo monolitno Šiva Lingo in drugo z največjim monolitnim Joga-Narasimha avatarjem Višnuja v Hampiju. 3 metrski Šiva lingam stoji v vodi v kubični komori in ima na vrhu skicirana tri oči. Južno od tega je svetišče za 6,7 metra visokega Narasimho – Višnujevega človeka in leva – ki sedi v položaju joge. Monolit Narasimha je prvotno imel ob sebi boginjo Lakšmi, vendar kaže znake velike škode in tla, umazana z ogljikom – dokaz poskusov, da bi svetišče zažgali. Kip je bil očiščen in deli svetišča obnovljeni.

#### Tempelj Achyutaraya in tržni kompleks
Tempelj Ačjutaraja, imenovan tudi tempelj Tiruvengalanatha, je približno 1 kilometer vzhodno od templja Virupakša in del njegovega svetega središča je blizu reke Tungabhadra. V napisih je omenjeno v Ačjutapuri in je datirano v leto 1534. Je eden od štirih največjih kompleksov v Hampiju. Tempelj je nenavaden, ker je obrnjen proti severu. Posvečen je Višnuju. V časih Vidžajanagara so se templju tradicionalno približevali z reke, najprej mimo obrednega rezervoarja nato po tržni ulici s široko cesto. Tempelj je imel zunanji gopuram, ki je vodil na dvorišče z dvorano s 100 stebri in notranji gopuram, ki je vodil do Višnujevega templja. Na vsaki strani vsakega stebra v dvorani s 100 stebri so reliefi Višnujevih avatarjev; druga božanstva, kot so Šiva, Surja, Durga; prizori iz vsakdanjega življenja - riši, zaljubljeni pari, šaljivci; ljudje v jogijskih asanah; ljudje v namaste pozah; in emblemi Vidžajanagara.
Tempeljska vrata prikazujejo dinastične simbole Vidžajanagara; merjasec iz Varaha, meč, sonce in luna. Tempelj in tržnica sta uničena, vendar njuna postavitev kaže, da je šlo za glavno tržnico z ulicami, predvidenimi za promet s kočijami.

#### Tempelj in tržni kompleks Vithala
Kompleks templja in tržnice Vithala je več kot 3 kilometre severovzhodno od templja Virupakša blizu bregov reke Tungabhadra. Je najbolj umetniško prefinjen hindujski tempelj v Hampiju in je del svetega središča Vidžajanagara. Ni jasno, kdaj je bil tempeljski kompleks zgrajen in kdo ga je zgradil; večina učenjakov ga datira v obdobje gradnje v začetku do sredine 16. stoletja. Nekatere knjige omenjajo, da se je njegova gradnja začela v času Devaraje II. in se nadaljevala med vladavino Krišnadevaraje, Ačujtaraje in verjetno Sadasivaraje ter se ustavila verjetno zaradi uničenja mesta leta 1565. Napisi vključujejo moška in ženska imena, kar kaže na to, da je kompleks zgradilo več sponzorjev. Tempelj je bil posvečen Vithali, obliki Krišne, imenovani tudi Vithoba. Tempelj se odpira proti vzhodu, ima kvadratni tloris in ima vhodni gopuram z dvema stranskima gopuramoma. Glavni tempelj stoji sredi tlakovanega dvorišča in več pomožnih svetišč, ki so vsa poravnana proti vzhodu. Tempelj je enotna zgradba na dvorišču, ki meri 500 x 300 čevljev, ki je obdana s trojno vrsto stebrov. Je nizka enonadstropna zgradba. Tempelj ima tri ločene predelke: garbhagriha, ardhamandapa in mahamandapa (ali sabha mandapa).
Tempelj Vithala ima na dvorišču svetišče Garuda v obliki kamnitega voza; je pogosto prikazan simbol Hampija. Nad vozom je stolp, ki je bil po besedah zgodovinarja dr. S. Shettarja odstranjen v 1940-ih. Na sprednjem delu kamnitega voza je velika, kvadratna, osna sabha mandapa ali skupnostna dvorana z odprtimi stebri. Mandapa ima štiri dele, od katerih sta dva poravnana s svetiščem templja. Mandapa ima 56 izklesanih kamnitih tramov različnih premerov, oblik, dolžin in površin, ki ob udarcu proizvajajo glasbene zvoke; po lokalnem tradicionalnem prepričanju je bila ta dvorana uporabljena za javna praznovanja glasbe in plesa. Klasificirajo ga kot Karakoil, tempelj, oblikovan po tempeljskih vozovih, ki se med festivali vozijo v procesiji okoli templja.
Mandapa je povezana z zaprto potjo pradakšina za sprehod po svetišču. Okrog te osne mandape so (v smeri urinega kazalca od vzhoda); svetišče Garuda, mandapa Kaljana (poročne obrede), mandapa s 100 stebri, svetišče Aman in mandapa Utsav (festivalska dvorana). Ograjen prostor pokriva približno 1,3 hektarja z verandami s stebri, ki obdajajo stene kompleksa. V jugovzhodnem vogalu je kuhinja s strešnim oknom (svetlobno nadstropje).
Zunaj templja, na njegovem vzhodu-jugovzhodu, je skoraj en kilometer dolga tržna ulica s stebrišči; vse to je zdaj v ruševinah. Na severu je še en trg in proti jugu obrnjeno svetišče z reliefi prizorov Ramajane, prizorov Mahabharate in vaišnavskih svetnikov. Severna ulica se je končala v templju v čast hindujskemu filozofu Ramanuju. Območje okoli templja Vithala se je imenovalo Vithalapura. Gostilo je vaišnavsko matho (samostan), zasnovan kot romarsko središče, osredotočeno na tradicijo Alvar. Glede na najdene napise je bilo tudi središče obrtne proizvodnje.

#### Spomeniki hriba Hemakuta
Hrib Hemakuta leži med kompleksom templja Virupakša na severu in templjem Krišne na jugu. Gre za zbirko skromnih spomenikov, ki so najbolje ohranjeni primeri templjev in gradnje pred Vidžajanagaro in zgodnje Vidžajanagare. Najdišče ima več pomembnih napisov, je lahko dostopno in ponuja pogled na nekatere dele Hampija in rodovitno kmetijsko dolino, ki ločuje sveto središče od mestnega jedra s svojim kraljevskim središčem.
Na hribu je več kot trideset majhnih do zmerno velikih templjev, skupaj z vodnimi cisternami, prehodi in posvetnimi paviljoni. Najnovejši primeri so datirani v zgodnje 14. stoletje. Nekatere strukture so različno veliki prototipi templjev ali mandap, sestavljeni iz kamnitih blokov. Drugi so dokončani spomeniki različnih oblik, kot je slog Phamsana. Dve tempeljski skupini v tem slogu izgledata podobno; vsak ima trojno vimano, ki jo sestavljajo kvadratna svetišča, pri čemer je vsak niz povezan z lastno skupno kvadratno mandapo. Stolpi (šikare) na njih so piramidalne granitne strukture, sestavljene iz enajstih zloženih, krčečih se kvadratov in vrha v dekanskem slogu kvadratnega zaključka iz kalaše. Oba sklopa sta Šivina templja s trojno lingo; zgodnji viri so jih napačno identificirali kot džainistične templje zaradi njihove preproste zunanje in notranje stene. Ena od teh skupin ima zgodovinsko pomemben napis, ki beleži, da je Kampila zgradila spomenik v začetku 14. stoletja. Ta napis povezuje Hampi s kraljestvom Kampili in nakazuje povezavo zgodovine Kampili z zgodovino imperija Vidžajanagara, ki mu je sledil. Slog templjev na hribu Hemakuta nakazuje, da je bil morda študijski center za eksperimentiranje z različnimi vrstami hindujskih templjev. Prisotni slogi vključujejo tiste iz obdobja Čalukja, obdobja Raštrakuta in poznejših obdobij. Morda je bila tudi predloga za prvotni tempelj Virupakša, ki je bil kasneje močno razširjen z gopuramom, mandalo in drugimi dodatki. Podoben spomenik, posvečen Narasimhi, Višnujevemu človeku in levu, se nahaja vzhodno od Hampija; napis ob njem navaja, da je deloval leta 1379 n. št.
Hrib Hemakuta ima tudi spomenika z dvema monolitnima Ganešama; Kadalekalu Ganeša in Sasivekalu Ganeša. Kadalekalu Ganeša, imenovan po Ganešinem trebuhu v obliki grama, je sredi Hampijevega svetega središča na vzhodni strani hriba blizu Matange. Odprta mandapa s stebriščem vodi do svetišča, v katerem je monolitna podoba Ganeše, visoka več kot 4,5 metra, ki je bila izklesana in situ iz obstoječe skale. Ganešov okl in drugi deli so bili poškodovani, leva roka, ki drži poslastico z riževim kolačem in njegovo deblo sega proti njej, je preživela.
Sasivekalu Ganeša, imenovan po Ganešinem trebuhu v obliki gorčičnega zrna, je blizu templja Krišna, jugozahodno od Kadalekalu Ganeša. To je 2,4 metra visok monolit, ki je bil prav tako izklesan in situ iz obstoječe skale. Sasivekalu Ganeša je izrezljan z njegovo mamo Parvati, v katere naročju sedi. Vidna je samo z zadnje strani kipa. Spomenik je znotraj mandape z odprtim stebrom; leva roka in okl sta bila poškodovana.

#### Tempelj Hazara Rama
Tempelj Hazara Rama, na napisih imenovan tempelj Ramačandra, je zasedal zahodni del mestnega jedra v kraljevem osrednjem delu Hampija. Ta tempelj je bil posvečen Rami iz Ramajane in avatarju Višnuja. Bil je obredni tempelj za kraljevo družino. Tempelj je datiran v zgodnje 15. stoletje in se pripisuje Devaraji I. Zunanje stene templja prikazujejo hindujski Mahanavami (Dasara) in pomladno procesijo ter praznovanja festivala Holi v vzporednih pasovih umetnin. Najnižji trak prikazuje korakajoče slone, nad njim so konji, ki jih vodijo konjeniki, nato vojaki, ki jih slavi javnost, nato plesalci in glasbeniki, zgornji sloj pa prikazuje burno procesijo širše javnosti. Upodobitev zrcali opis festivalov in procesij v ohranjenih spominih Perzijcev in Portugalcev, ki so obiskali prestolnico Vidžajanagara.
Notranje stene templja imajo frize, ki vsebujejo najobsežnejšo pripoved hindujskega epa Ramajana. Tempelj ima vhodno mandapo in slovesno dvorano jadžna, katere strop je zasnovan za prezračevanje hlapov in dima skozi streho. Znotraj glavne mandape so štirje zapleteno izrezljani stebri v slogu Hojsala; te rezbarije vključujejo upodobitve Rame, Lakšmane in Site vaišnavizma, Durge kot Mahišasuramardinija šaktizma in Šive-Parvatija šivizma. V kvadratnem svetišču manjkajo podobe. Tempelj ima manjše svetišče s frizi, ki prikazujejo legende o Višnujevih avatarjih.
Ta porušeni tempeljski kompleks je dobro znan po svojih tisočih rezbarijah in napisih, dovršenih freskah, ki prikazujejo hindujsko teozofijo, in prostranem dvorišču z vrtovi.

### Vodna infrastruktura =
Kvadratni vodni paviljon, imenovan tudi Kraljičina kopel, je jugovzhodno od kraljevega središča. Ima paviljon, vodni bazen in način dovajanja sveže vode vanj ter odvzema pralne vode in prelivov. Bazen je obdan z okrašenim obokanim obokom s stebri. V bližini so ruševine akvadukta. Sodobno ime te stavbe, Kraljičino kopališče, je verjetno napačno, ker je bilo to javno kopališče za moške in popotnike. Notranji oboki stavbe kažejo vpliv indo-islamskega sloga, ki odraža dobo, v kateri sta hindujska in muslimanska umetnost vplivali druga na drugo v Indiji.
Imperij Vidžajanagara je zgradil obsežno vodno infrastrukturo, katere nekateri primeri - vključno z rezervoarjem Manmatha blizu templja Virupakša, ki je datiran približno v 9. stoletje - so bili pred Vidžajanagaro. Glede na napis, najden tam, je bil rezervoar Manmatha nadgrajen in dodano svetišče Durga leta 1199 n. Vključitev umetnine v rezervoar, kot je bojevnik, ki se bori z levom, je datirana v 13. stoletje, ko je Hojsala pogosto obiskoval Hampi.
Spomeniki v Hampiju vključujejo akvadukte za prenos vode v rezervoarje in druge dele mesta ter odtoke in kanale za odstranjevanje prelivanja vode. Izkopavanja v 1980-ih v bližini ploščadi Mahanavami v mestnem jedru so razkrila velik rezervoar s kvadratnimi stopnicami, ki se je napajal iz akvadukta. Cisterne so bile javne službe; nekatere so morda uporabljali za kraljeve obrede.
Arheološka izkopavanja leta 1990 so v metropoli Hampi-Vidžajanagara odkrila triindvajset vodnjakov in cistern. Od tega so jih trinajst našli zunaj obzidja v predmestju, deset pa znotraj. Od tega jih je bilo dvanajst ob cestah, osem v bližini templjev, deset v stanovanjskih območjih in dva sta bila uporabljena za namakanje v mestnem jedru. V dolini Darodži je bilo najdenih več vodnih struktur za kmetijstvo. Po mnenju arheologov Kathleen Morrison in Carle Sinopoli je bila vodna infrastruktura v Hampiju namenjena popotnikom, obredom, domači uporabi in namakanju.

#### Fontane in skupna kuhinja
Več večjih templjev v Hampiju ima vgrajeno kuhinjo in dvorane za hranjenje s 100 ali več stebri. Hampi je imel tudi posvečeno javno bhojana shalo (hišo hrane), kjer so bili številni thali (posode) zaporedno vklesani v skalo na obeh straneh vodnega kanala. En primer najdemo v bližini osmerokotne fontane na jugu kraljevega središča; glede na epigrafske vire je bila ta Hampi bhojan shala utada kaluve ali »kanal, povezan z jedjo«.

#### Hlevi in ograde za slone
Na vzhodu kraljevega središča leži Gajašala ali slonji hlevi, ki jih sestavlja enajst kvadratnih prostorov, poravnanih v smeri sever–jug. Odprtine v hlev so obokane; nad desetimi prostori se izmenjujejo kanelirane in navadne kupole. Na sredini hleva so stopnice za dostop do strehe.
Ograda je blizu hlevov za slone; tako je bilo poimenovano v perzijskih spominih, katerih prevod iz 19. stoletja je bil za mnoge zgodnji uvod v ruševine Hampija. V ograjenem prostoru je Lotus Mahal, slednji je dvonadstropni paviljon v kraljevem središču. Lotus Mahal združuje simetrično, kvadratno, hindujsko zasnovo mandale z loki, oboki in kupolami v indo-islamskem slogu. Njegova klet in piramidni stolpi temeljijo na hindujski tempeljski arhitekturi. Tako kot skoraj vse strukture v kraljevem središču Hampija tudi ta spomenik nima napisov ali epigrafov, ki bi ga omenjali, zato je bilo njegovo datiranje in ugotavljanje njegove funkcije z dokazi težko. Lotus Mahal in druge strukture v mestnem jedru Hampija pa niso bile zgrajene z muslimanskim pokroviteljstvom, za razliko od grobnic v različnih muslimanskih četrtih mesta. Te stavbe odražajo asimilacijski pristop hindujskih vladarjev Vidžajanagara. Lotus Mahal je videti kot sinkretičen, preobremenjen prostor in njegov namen ni jasen. Špekulacije vključujejo, da gre za svetovalno dvorano.

### Džainistični spomeniki
Reliefi džainističnih templjev v Hampiju vključujejo džainistične templje Hemkut, džainistične templje Ratnantrajkut, Parsvanath Čaran in Ganagiti. Večina idolov zdaj manjka v teh templjih, ki so bili zgrajeni v 14. stoletju.

#### Tempeljski kompleks Ganagiti
Džainistični tempelj Ganigiti je blizu Bhiminih vrat na jugovzhodu mestnega jedra Hampija. Pred njim je monoliten steber svetilke. Tempelj je bil obrnjen proti severu; na podlagi napisa v templju je datiran v leto 1385 n. št., med vladavino hindujskega kralja Harihare II. Posvečena je Tirthankari Kunthunathi in ima navadne stene, mandapo s stebri in kvadratno svetišče, v katerem manjka kip Džine. Na stebrih so kapiteli, vratne odprtine pa so okrašene. Nad svetiščem je ožji kvadratni piramidasti stolp v dravidskem slogu. Drugi spomeniki v templju so v ruševinah.

#### Drugi jainistični templji in spomeniki
Skupina Džaincev 150 metrov  vzhodno od hleva za slone. En tempelj, obrnjen proti severu, je posvečen Paršvanatha Tirthankari. Zgradil ga je kralj Devaraja II. in je po napisu v templju iz leta 1426. Pred templjem sta dva porušena templja; en od Šive in drug posvečena Mahaviri. Džain Tirthankare so vključene tudi v reliefe znotraj hindujskih templjev.

### Muslimanski spomeniki
Mesto Hampi vključuje muslimansko četrt z islamskimi grobnicami, dvema mošejama in pokopališčem. Ti niso niti v svetem središču niti v kraljevem središču mesta Hampi. Nekateri muslimanski spomeniki so del mestnega jedra, drugi pa v predmestjih, kjer je živela večina prebivalcev Vidžajanagare. Te so v severovzhodni dolini mestnega jedra, kjer najdemo tudi naselbine hindujcev in džainistov. Velik del te regije je globoko zamuljen in zemlja skriva zapuščene templje, ceste, rezervoarje za vodo, prehode in stanovanjske četrti.

#### Mošeja in grobnica Ahmad Kan
Na jugovzhodu mestnega jedra na cesti od Kamalapure do Anegondija, pred kanalom Turutu v namakani dolini, je muslimanski spomenik. Ta spomenik je leta 1439 prvič zgradil Ahmad Kan, muslimanski častnik v vojski hindujskega kralja Devaraja II. Spomeniki vključujejo mošejo, osmerokotni vodnjak in grobnico. Mošeja nima kupole in je paviljon s stebri, medtem ko ima grobnica kupolo in oboke. Drugi muslimanski spomeniki in pokopališče so bili dodani v bližini zapuščine Ahmad Kana.